# Сіргелі
Сіргелі́ (каз. Сіргелі) — село у складі Сариагаського району Туркестанської області Казахстану. Входить до складу Капланбецького сільського округу.
Населення — 4025 осіб (2021; 2942 у 2009, 2219 у 1999, 1769 у 1989).
До 2023 року село називалось Чичеріно.